# هايدن نايت
هايدن نايت (بالإنجليزية: Hayden Knight)‏ (15 مارس 1957 ببورت أوف سبين في ترينيداد وتوباغو - ) هو مدرب كرة قدم ولاعب كرة قدم أمريكي في مركز الهجوم. شارك مع منتخب الولايات المتحدة لكرة القدم. أما مع النوادي، فقد لعب مع سان خوزيه إيرث كويكس وتيم أمريكا ‏ ومونتريال مانيك ‏ وإدمونتون دريلرز ‏ وأتلانتا تشيفز وميلواكي وايف وشيكاغو باور ‏ وChicago Shoccers ‏ وشيكاغو ستينغ وDallas Sidekicks (1984–2004) ‏.

## وصلات خارجية
- هايدن نايت على موقع قاعدة بيانات كرة القدم.إي يو (الإنجليزية)